# Rudolf von Campe
Rudolf von Campe, född 10 februari 1860 och död 23 juni 1939, var en preussisk politiker.
von Campe blev 1916 president för en överrätt i Stade, var 1917-20 landshövding i Minden men avgick efter en kontrovers av politisk karaktär. von Campe var 1903-17 som nationalliberal medlem av Preussens andra kammare och invaldes 1920 åter som representant för tyska folkpartiet, vars ordförande i kammaren han blev. von Campe har utgett flera arbeten av politiskt, juridiskt och religiöst innehåll.